# Pseudo-Dionysius
Pseudo-Dionysius is de naam die tegenwoordig gegeven wordt aan een vijfde-eeuwse christelijke theoloog en neoplatonistisch filosoof, die zichzelf in zijn werken voordeed als Dionysius de Areopagiet. Zijn werken worden aangeduid als het Corpus Areopagiticum.
Vooral in het oostelijk deel van het Byzantijnse Rijk had het oeuvre al snel grote invloed. Omstreeks 540 was er al een vertaling in het Syrisch. Omstreeks dezelfde tijd bracht Johannes van Scythopolis een uitgebreide en geannoteerde versie van het Corpus uit. Maximus Confessor (580-662) schreef uitvoerige commentaren op de werken van Pseudo-Dionysius. Het had verder grote invloed op onder meer Johannes Damascenus (676-749) en Gregorius Palamas ( 1296-1359). In het westen hadden zijn theologische opvattingen grote invloed in met name de veertiende en vijftiende eeuw op de mystiek van onder meer Margareta Porete (ca. 1250- 1310), Meester Eckhart (ca. 1260-1328), Johannes Tauler (ca, 1300-1361), Jan van Ruusbroec (1293-1381), Jean de Gerson (1363-1429), Juliana van Norwich (1342-1416) en Theresia van Ávila (1515-1582).

## Achtergrond
Het kerkelijk klimaat in de periode van Pseudo-Dionysius werd in belangrijke mate bepaald door de uitkomsten van het Concilie van Chalcedon in 451. Op dit concilie werd de eutychische doctrine van het monofysitisme verworpen en de geloofsbelijdenis van Chalcedon aanvaard, waarin beschreven wordt dat Jezus als tweede persoon in de Heilige drie-eenheid in twee naturen, menselijk en goddelijk, wordt erkend. De kerk in het westen en een groot deel van de kerk in het oosten aanvaardde die beslissing. Er waren echter ook veel christenen die het onderscheid in twee naturen zagen als een scheiding binnen Christus. Vanaf eind vijfde eeuw groeide dat uit tot een controverse waarin ingewikkelde redeneringen werden gehanteerd om filosofische begrippen uit de geloofsbelijdenis als  persoon,  natuur en essentie zo nauwkeurig mogelijk te definiëren. 
Bij een aantal christenen overheerste een verlangen naar de apostolische tijd van het christendom toen – naar men veronderstelde – alles eenvoudiger was. Pseudo-Dionysius situeerde zichzelf heel uitdrukkelijk in die apostolische periode van de tweede helft eerste en begin tweede eeuw. Er zijn auteurs op het vakgebied geweest die stelden dat Pseudo-Dionysius behoorde tot de monofysieten die de geloofsbelijdenis van Chalcedon bleven verwerpen omdat zij het idee van de twee naturen van Christus niet wensten te accepteren. Pseudo-Dionysius werd ook het eerst door monofysieten geciteerd. Er zijn echter ook auteurs die stellen dat hij feitelijk geen keuze tussen de beide kampen in de controverse wenste te maken.   
Pseudo-Dionysius was zeer vertrouwd met en beïnvloed door het late neoplatonisme van de laatste leiders van de Akademeia of de Academie van Athene. Dat blijkt in zijn werken uit onder meer vrijwel letterlijke citaten van Proclus (412 – 485) en Damascius (ca. 462 - ca. 550), de laatste leiders van de Akademeia.

## Meerdere Dionysii
In de tweede eeuw kreeg Korinthe een bisschop met de naam Dionysius. Deze schreef een brief aan de christenen in Athene waarin hij meldde dat Dionyius de Areopagiet de eerste bisschop van Athene zou zijn geweest. Er was daarnaast een derde Dionysius. Gregorius van Tours (538-594) schreef dat deze derde Dionysius rond 250 de eerste bisschop van Parijs, (Lutetia) was en op Montmartre een marteldood vond. Deze Dionysius van Parijs is de patroonheilige geworden van de Franse koningen, de stad Parijs en de abdij van Saint-Denis. De stad Saint-Denis is naar hem genoemd. 
Tot begin negende eeuw werden deze drie Dionysii ook duidelijk onderscheiden. Rond 825 schonk de Byzantijnse keizer Michaël II Psellos een kopie van het corpus aan de Frankische keizer Lodewijk de Vrome. Deze kopie werd de basis van de eerste vertalingen in het Latijn. De eerste vertaling werd gemaakt door Hildouin († ca.855),  een abt van de abdij van Saint-Denis. Hij schreef daarnaast een uitgebreide hagiografie waarin hij bewees dat Dionysius de Areopagiet uit de eerste eeuw dezelfde moest zijn geweest als de Dionysius van Parijs. Vanaf die periode begon men in Frankrijk de Dionysius van Parijs te vereenzelvigen met  Dionyius de Areopagiet. De zeer slechte vertaling van Hildouin werd korte tijd later vervangen door een aanzienlijk betere van Johannes Scotus ( 810-877) 
Petrus Abaelardus (1079 -1142)), een monnik van het klooster van Saint-Denis was de eerste die twijfel uitsprak of de man die in de traditie de schutspatroon van de abdij van Saint -Denis was wel dezelfde kon zijn als Dionysius de Areopagiet. Hevige tegenstand in het klooster had tot resultaat dat hij uit het klooster moest vluchten. Zijn conclusie had ook geen enkele invloed op verdere meningsvorming. Jacobus de Voragine (1228-1298) schreef rond 1265 zijn  Legenda Aurea , dat een zeer populair werk zou worden. Hij voegde aan de bevindingen  van Hildouin een aantal zaken toe, die hij als historische feiten presenteerde. Op basis hiervan kwam in de edities van het Martyrologium Romanum, de officiële lijst van martelaren en heiligen die door de Katholieke Kerk erkend worden, vanaf 1582 te staan dat Dionysius de Areopagiet door Paulus benoemd  was tot  bisschop van Athene, daarna naar Rome ging en vervolgens door paus Clemens I naar Gallië was gezonden om daar te prediken en uiteindelijk in Parijs de marteldood was gestorven.

## Authenticiteit van het werk
Tijdens de middeleeuwen werden door veel auteurs commentaren op de werken van het  Corpus Areopagiticum geschreven. Er zijn uit die periode maar twee auteurs bekend die enige twijfel hadden over de apostolische datering daarvan. Dat waren Thomas van Aquino ( 1225-1274) en Nicolaas van Cusa (1401-1464). 
De eerste die serieuze bewijzen aanvoerde dat Dionysius de Areopagiet onmogelijk  de auteur van het corpus kon zijn was de humanist Lorenzo Valla (1405-1457). Zijn belangrijkste overweging was dat in het corpus veel materiaal voorkomt dat onmogelijk in de eerste eeuw geplaatst kon worden maar afkomstig was uit het neoplatonisme van  de vierde en vijfde eeuw. Zijn conclusies hadden echter weinig invloed. Een andere humanist, Marsilio Ficino (1433-1499), bracht een nieuwe vertaling van een deel van het corpus uit. Ficino negeerde het werk van Valla. In zijn opvatting had juist de Dionysius uit de eerste eeuw de latere niet christelijke neoplatonici diepgaand beïnvloed. 
Erasmus (1466-1536) verwierp in 1515 de stelling dat de Dionysius van Parijs dezelfde kon zijn als de Dionysius de Areopagiet. In hetzelfde jaar kwam zijn vertaling van het Nieuwe Testament uit het Grieks uit. In een noot bij het boek Handelingen verwoordde hij zijn opvatting dat Dionysius de Areopagiet onmogelijk de auteur van het corpus kon zijn en volgde daarmee de opvatting van Lorenzo Valla. Erasmus kreeg vanuit de kerk sterke kritiek op die opvatting en met name van de kartuizers. Dionysius de Karthuizer (1402-1471) en een van de belangrijkste middeleeuwse theologen had een uitgebreid commentaar geschreven op het corpus en Dionysius de Areopagiet daarbij als de auteur beschouwd. 
De opvatting van Erasmus en de enige tijd later op dit punt geformuleerde identieke opvatting van Maarten Luther had ook relatief weinig invloed. Tot in de negentiende eeuw bleven auteurs van commentaren op het corpus vasthouden aan het auteurschap van Dionysius de Areopagiet. Aan het eind van die eeuw waren het vooral Duitse geleerden als Johann Georg Veit Engelhardt, Hugo Koch en Joseph Stiglmayr die de afhankelijkheid van de auteur van het corpus van het neoplatonisme van met name Proclus overtuigend aantoonden. Vanaf begin twintigste eeuw is er op het vakgebied consensus dat het corpus rond 500 door een onbekende auteur moet zijn geschreven. Die auteur wordt dan ook vaak aangeduid als Pseudo-Dionysius.

## Werken

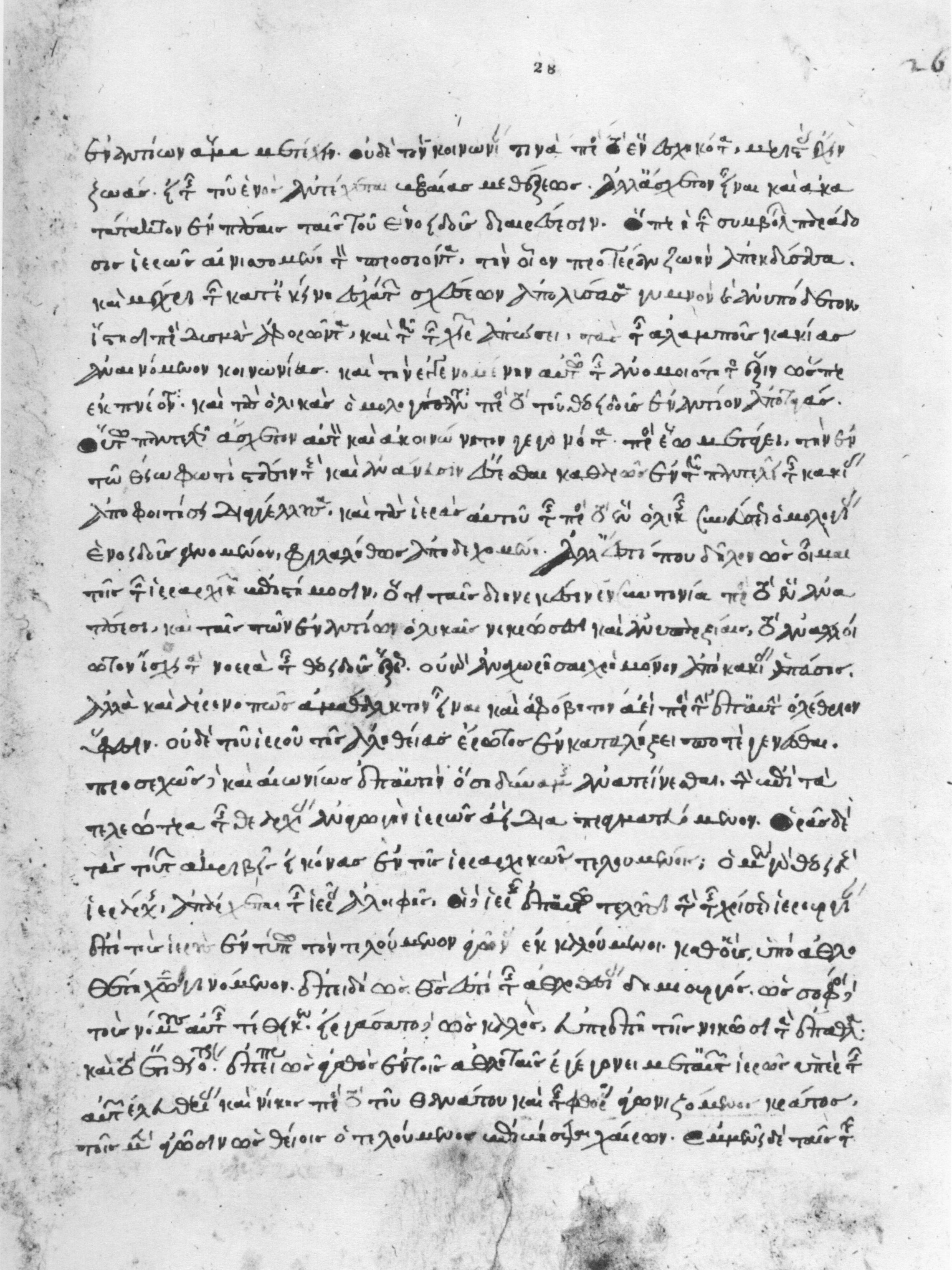
Handschrift van Over de hemelse hiërarchie (1307) uit de Biblioteca Ambrosiana

Het Corpus Areopagiticum omvat vier verhandelingen en tien brieven. Alle werken zijn gericht aan specifieke personen. Pseudo-Dionysius situeert die in de apostolische periode. Alle werken zijn gericht  aan personen uit de tweede helft van de eerste of begin tweede eeuw. De verhandelingen zijn gericht aan Timoteüs, een leerling van de apostel Paulus. Timoteüs wordt in het Nieuwe Testament genoemd in het boek Handelingen en in de Eerste en Tweede brief van Paulus aan Timoteüs. 
De vier verhandelingen zijn :
- Over goddelijke namen  handelt over de betekenis van de verschillende in de bijbel gehanteerde namen voor God.
- Over de hemelse hiërarchie handelt over de betekenis van beelden die zintuiglijk kunnen worden waargenomen en die in de Bijbel op de  hemelse ordening zoals de wereld van de engelen worden toegepast.
- Over de kerkelijke hiërarchie is een toelichting op en interpretatie van de  in de kerk gehanteerde ceremoniën
- Mystieke theologie is een uitleg van Pseudo-Dionysius dat God  alleen maar beschreven kan worden in termen van negatieve theologie, dus door te benoemen wat hij niet is.

Ook zijn brieven situeert Pseudo-Dionysius in de apostolische periode. Van de tien bewaard gebleven brieven zijn er vier gericht aan Gajus, die als reisgenoot van Paulus genoemd wordt in Handelingen. Andere brieven zijn onder meer gericht aan Polycarpus van Smyrna, Titus en de apostel Johannes. In die brieven vertelt Pseudo-Dionysius onder meer over de periode dat hij nog als heiden in Egypte leefde en een duisternis meemaakte op het moment van de kruisiging van Jezus. Hij meldt aanwezig geweest te zijn bij het overlijden van Maria. 
In zijn bekende werk benoemt Pseudo-Dionysius nog zeven andere verhandelingen die hij zou hebben geschreven. Er is nooit iets gevonden van die teksten. Er was vanaf de zesde eeuw aanzienlijke belangstelling voor zijn werk. Naar zijn bekende verhandelingen en brieven werd dan ook vanaf die eeuw verwezen in het werk van andere auteurs. Er is echter ook nooit een verwijzing aangetroffen naar die onbekende werken. Er zijn auteurs op het vakgebied die uitgaan van de veronderstelling dat deze onbekende werken nooit geschreven zijn en het benoemen daarvan slechts een doel dient om indruk te wekken. Enkele auteurs op het vakgebied gaan ervan uit dat – in ieder geval een deel van – deze onbekende werken echt geschreven zijn maar al spoedig verloren zijn gegaan.

## Kern van zijn theologie

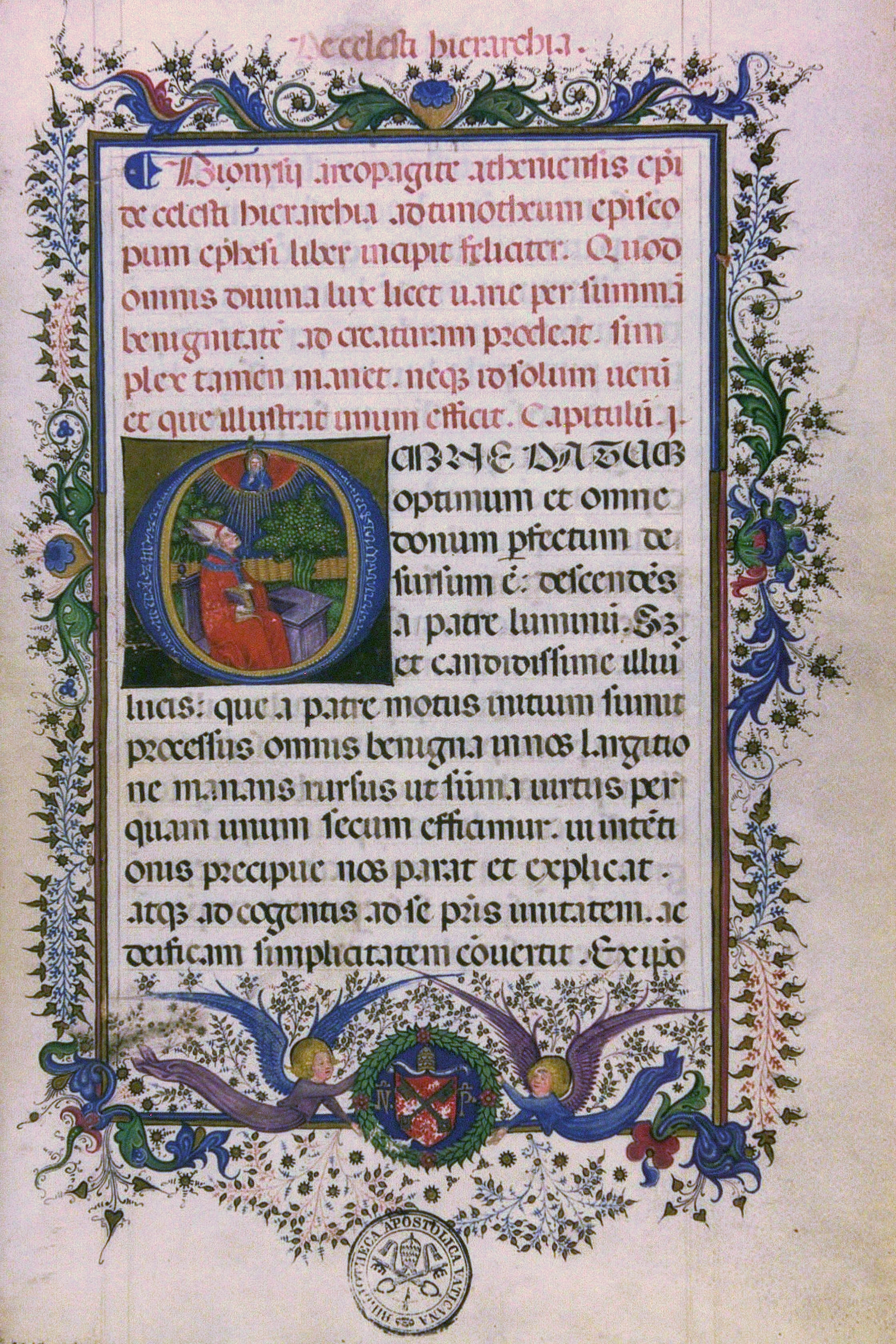
Voorblad van de Latijnse vertaling van Ambrosius Camaldulensis van Over de hemelse hiërarchie (15e eeuw)

De theologie van Pseudo-Dionysius is expliciet christelijk en wordt ook in christelijke termen verwoord. Hij geeft een interpretatie van de woorden in de bijbel. Het is echter ook duidelijk dat een zeer groot deel van zijn theologische concepten zijn ontleend aan het neoplatonisme zonder dat hij dat benoemt. 
Een duidelijk neoplatonisch concept dat zijn werk karakteriseert is zijn idee van God als het 'Goede' of de 'Ene' en de hiërarchie van goddelijke processies die voortkomen uit God. Dat is gebaseerd op de gedachten van Plotinus, de grondlegger van het neoplatonisme, die het 'Ene' met de Zon vergelijkt, die licht uitstraalt vanuit haar natuurlijke onuitputtelijkheid en daarbij zelf onaangetast en onveranderd blijft. De volledig transcendente 'Ene' kent bij Plotinus  geen opdeling, meervoudigheid of onderscheid. Het 'Ene' staat buiten alle categorieën van zijn en niet-zijn. In de filosofie van Plotinus is devotie gerelateerd aan het bereiken van een extatische vereniging met het 'Ene': de henose, terugkeer naar het 'Ene'.  Deze henose kan worden gerelateerd aan verlichting, bevrijding en andere concepten van mystieke vereniging.
Dit neoplatoonse idee van voortkomen uit en terugkeren naar verwoordt Pseudo-Dionysius in christelijke termen. Hij citeert dan de brief van Jakobus waarin staat Elke goede gave, elk volmaakt geschenk komt van boven en daalt neer van de Vader van de lichten. Voor de beweging van terugkeer wordt de brief aan de Romeinen geciteerd met Want uit hem is alles en naar hem.  
Pseudo-Dionysius hanteert een kataphatische (bevestigende, positieve) theologie voor de beweging van het voortkomen uit het enkelvoudige van God naar het meervoudige. Voor de beweging van terugkeer vanuit het meervoudige terug naar de goddelijk makende enkelvoud hanteert hij een apophatische (negatieve) theologie. Het hanteren van een negatieve theologie was op zich niet nieuw. Naast het neoplatonisme kwam het ook in de gnostiek voor waar God volledig transcendent is. God  werd in de gnostische literatuur vaak als de Onkenbare en de Verborgene benoemd. God kon feitelijk alleen maar beschreven worden in termen van negatieve theologie dus door te benoemen wat hij niet is. 
Pseudo-Dionysius was wel de eerste die een vorm van negatieve theologie een plaats gaf in het orthodoxe en katholieke christendom. De goddelijke geïnspireerde auteurs van de bijbel hanteerden volgens hem dan ook met opzet niet gelijkende symbolen voor hemelse wezens (adelaar, wielen, etc.) omdat het gevaar dat dit taalgebruik letterlijk zou worden opgevat uitgesloten zou zijn. De meest betrouwbare wijze om iets over God te formuleren is volgens Pseudo-Dionysius dit te doen in bewoordingen die kwaliteiten van God ontkennen zoals in termen dat hij on-zichtbaar, on-eindig en on-uitsprekelijk is. 
Zie ook: Oosterse filosofie · Antieke filosofie · Moderne filosofie · Postmoderne filosofie · Portaal filosofie